# Matej Vidović
Matej Vidović (ur. 14 kwietnia 1993 w Zagrzebiu) – chorwacki narciarz alpejski, trzykrotny olimpijczyk z Soczi 2014, Pjongczangu 2018 i z Pekinu 2022.

## Udział w zawodach międzynarodowych
| Impreza                     | Rok        | Gospodarz              | Konkurencja      | Miejsce |                      |      |       |        |     |
| --------------------------- | ---------- | ---------------------- | ---------------- | ------- | -------------------- | ---- | ----- | ------ | --- |
| Impreza                     | Rok        | Gospodarz              | Konkurencja      | Miejsce | Igrzyska olimpijskie | 2014 | Soczi | slalom | 28. |
| 2018                        | Pjongczang | slalom                 | DNF              |         | Igrzyska olimpijskie |      |       |        |     |
| 2022                        | Pekin      | slalom                 | 20.              |         | Igrzyska olimpijskie |      |       |        |     |
| Mistrzostwa świata          | 2011       | Garmisch-Partenkirchen | slalom           | 51.     |                      |      |       |        |     |
| Mistrzostwa świata          | 2013       | Schladming             | slalom           | 33.     |                      |      |       |        |     |
| Mistrzostwa świata          | 2015       | Beaver Creek           | slalom           | 26.     |                      |      |       |        |     |
| Mistrzostwa świata          | 2017       | Sankt Moritz           | slalom           | 35.     |                      |      |       |        |     |
| Mistrzostwa świata          | 2019       | Åre                    | slalom           | 32.     |                      |      |       |        |     |
| Mistrzostwa świata          | 2021       | Cortina d’Ampezzo      | slalom           | 12.     |                      |      |       |        |     |
| Mistrzostwa świata          | 2023       | Courchevel/Méribel     | slalom           | 36.     |                      |      |       |        |     |
| Mistrzostwa świata juniorów | 2012       | Roccaraso              | slalom           | 7.      |                      |      |       |        |     |
| Mistrzostwa świata juniorów | 2013       | Quebec                 | slalom gigant    | 11.     |                      |      |       |        |     |
| Mistrzostwa świata juniorów | 2014       | Jasná                  | slalom drużynowy | 14.     |                      |      |       |        |     |